# Кубок Швеції з футболу 1998—1999
Кубок Швеції з футболу 1998—1999 — 44-й розіграш кубкового футбольного турніру у Швеції. Титул всьоме здобув АІК (Стокгольм).

## 1/8 фіналу
| Команда 1          | Рахунок      | Команда 2         |
| ------------------ | ------------ | ----------------- |
| 3 квітня 1999      |              |                   |
| ІФК Гетеборг       | 2:1 дч       | ІФ Ельфсборг      |
| 5 квітня 1999      |              |                   |
| Ергрюте ІС         | 4:0          | Умео (2)          |
| Людвіка ФК (3)     | 2:2 пен. 4:2 | Спорвегенс ФФ (2) |
| Гальмстадс БК      | 0:1          | АІК               |
| Мальме ФФ          | 0:0 пен. 5:4 | Еребру СК         |
| ГІФ Сундсвалль (2) | 1:2 дч       | ІФК Норрчепінг    |
| Гельсінгборгс ІФ   | 1:0          | Гаммарбю ІФ       |
| Вестра Фрелунда ІФ | 0:2          | Треллеборгс ІФ    |

## 1/4 фіналу
| Команда 1        | Рахунок | Команда 2      |
| ---------------- | ------- | -------------- |
| 15 квітня 1999   |         |                |
| Людвіка ФК (3)   | 0:5     | Мальме ФФ      |
| ІФК Норрчепінг   | 0:3     | ІФК Гетеборг   |
| Гельсінгборгс ІФ | 2:1     | Ергрюте ІС     |
| АІК              | 1:0 дч  | Треллеборгс ІФ |

## 1/2 фіналу
| Команда 1      | Рахунок | Команда 2        |
| -------------- | ------- | ---------------- |
| 30 квітня 1999 |         |                  |
| АІК            | 2:1     | Гельсінгборгс ІФ |
| 6 травня 1999  |         |                  |
| Мальме ФФ      | 1:2 дч  | ІФК Гетеборг     |

## Фінал
| Команда 1         | Заг. | Команда 2    | 1-й матч | 2-й матч |
| ----------------- | ---- | ------------ | -------- | -------- |
| 14/20 травня 1999 |      |              |          |          |
| АІК               | 1:0  | ІФК Гетеборг | 1:0      | 0:0      |